# Oriental Bird Club
De Oriental Bird Club (OBC) is een in het Verenigd Koninkrijk gevestigde vereniging die sinds 1985 bestaat. Het doel van de vereniging is het bevorderen van de ornithologie in het Oriëntaals gebied. De vereniging wil de belangstelling voor de in het wild levende vogels in deze zoögeografische regio vergroten. Verder wil de OBC zich inzetten voor de bescherming van deze vogels en de activiteiten van plaatselijke verenigingen die actief zijn op het gebied van vogelstudie en natuurbescherming bevorderen door informatie over vogels te verzamelen, valideren en te publiceren.   
Het gebied waarbinnen de OBC actief is reikt van de rivier de Indus in Pakistan in het westen, door India en Zuidoost-Azië tot aan de lijn van Wallace in het oosten van Indonesië en verder van Mongolië en Noordoost-Rusland (oostelijk van de 90° meridiaan) en Japan in het noorden tot aan de Kleine Soenda-eilanden en Christmaseiland in het zuiden. Dit is een onvoorstelbaar groot gebied met bossen (van de tropische en gematigde klimaatzone), draslanden, graslanden waarin meer dan 2800 vogelsoorten voorkomen waarover vaak nog heel weinig bekend is.
De OBC wil door vergroting van het ledental belangrijke onderwerpen die samenhangen met natuurbescherming een stem geven in het openbare debat binnen deze regio.

## Publicaties
Door middel van hun tijdschrift Forktail  (dat sinds 1986 bestaat) biedt de OBC een platform voor het publiceren van ornithologisch onderzoek en meer populair wetenschappelijke artikelen van hun leden. In 1996 verscheen een lijst met alle binnen de regio aangetroffen soorten, de An Annotated Checklist of the Birds of the Oriental Region.